# Yugong (sockenhuvudort i Kina, Heilongjiang Sheng, lat 46,43, long 130,05)
Yugong (kinesiska: 愚公, 愚公乡) är en sockenhuvudort i Kina. Den ligger i provinsen Heilongjiang, i den nordöstra delen av landet, omkring 270 kilometer öster om provinshuvudstaden Harbin. Antalet invånare är 36 494. Befolkningen består av 17 882 kvinnor och 18 612 män. Barn under 15 år utgör 16,0 %, vuxna 15-64 år 76 %, och äldre över 65 år 7,0 %.
Runt Yugong är det ganska tätbefolkat, med 78 invånare per kvadratkilometer. Närmaste större samhälle är Tulongshan, 15,7 km sydost om Yugong. Trakten runt Yugong består till största delen av jordbruksmark.
Genomsnittlig årsnederbörd är 793 millimeter. Den regnigaste månaden är juli, med i genomsnitt 164 mm nederbörd, och den torraste är januari, med 5 mm nederbörd.